# ۶۹۶ (میلادی)
۶۹۶ (میلادی) ششصد و نود و ششمین سال تقویم میلادی است.

## درگذشتگان
‎